# Estació de Casetas
Casetas és una estació ferroviària situada a l'est de Casetas, a la comarca de la província de Saragossa a l'Aragó.

## Línia
- Línia 200 (Madrid - Casetas - Barcelona)
- Línia 700 (Bilbao - Casetas)

## Serveis ferroviaris
| Línia MD | Trens           | Destinació               |  | Destinació                            |
| -------- | --------------- | ------------------------ |  | ------------------------------------- |
|          | Regional Exprés | Burgos                   |  | Zaragoza-Miraflores                   |
|          | Regional Exprés | Castejón de Ebro Logroño |  | Zaragoza-Miraflores Zaragoza-Delicias |
|          | Regional        | Madrid-Chamartín         |  | Zaragoza-Miraflores                   |
|          | Regional        | Arcos de Jalón Calataiud |  | Zaragoza-Miraflores                   |